# Anisozyga goniota
Anisozyga goniota är en fjärilsart som beskrevs av Oswald Beltram Lower 1894. Anisozyga goniota ingår i släktet Anisozyga och familjen mätare. Inga underarter finns listade i Catalogue of Life.